# Александровский посад
Александровский посад (рус. дореф. Александровскій посадъ) или Талабск (рус. дореф. Талабскъ) — безуездный город в Псковском уезде Псковской губернии Российской империи на территории Талабских островов (на Псковском озере) на базе современной деревни Остров имени Залита на острове Талабск (Талабскъ); помимо него в состав посада входил остров Верхний (Верхній) с территорией современной деревни Остров имени Белова и, ранее населённый, остров Талабенец (Талабинецъ).

## История
12 марта 1821 года Талабские острова (населённый пункт Талабск, включая остров Верхний) от императора Александра I получили новый статус безуездного города и наименование Александровский посад. Специализацией города было изготовление сетей и рыболовство (ловля и сушка снетков). На территории посада к 1914 году находилось около 50 заводов для сушки рыбы, в том числе 38 — на острове Талабск.
После революции, в октябре 1917 года, Александровский посад был переименован в Талабскую волость, а в ноябре 1919 года —  в Залитскую волость.
В 1924 году Залитская и ряд других упразднённых волостей были преобразованы в сельсоветы и вошли в состав укрупнённой Псковской волости Псковского уезда Псковской губернии РСФСР.
Постановлением Президиума ВЦИК РСФСР от 1 августа 1927 года (с упразднением волостей, уездов и губерний) в составе новообразованного Псковского района был вновь образован Залитский сельсовет, переименованный Постановлением Псковского областного Собрания депутатов от 26 января 1995 года в Залитскую волость.
Согласно Закону Псковской области от 28 февраля 2005 года № 420-ОЗ Залитская волость была упразднена в пользу межселенной территории «территория Талабских островов» (с 3 ноября 2006 года — территория Залитских островов).

## Население
Александровский посад по переписи 1887 года населяло 2849 жителей, по переписи 1897 года —  3381 жителей. Для сравнения, в 2021 году на всех Талабских островах осталось 38 чел.